# Parc national d'Aggtelek
Le parc national d'Aggtelek (hongrois : Aggteleki Nemzeti Park, [ˈɒktɛlɛki ˈnɛmzɛti pɑɾk]) est un parc national de Hongrie qui abrite plus de 200 grottes. Le site est reconnu en tant que réserve de biosphère par l'Unesco depuis 1979 et le parc national a été créé le 1er janvier 1985. Depuis 1995, les grottes du karst d'Aggtelek et du karst de Slovaquie sont inscrites sur la liste du patrimoine mondial de l'Unesco.

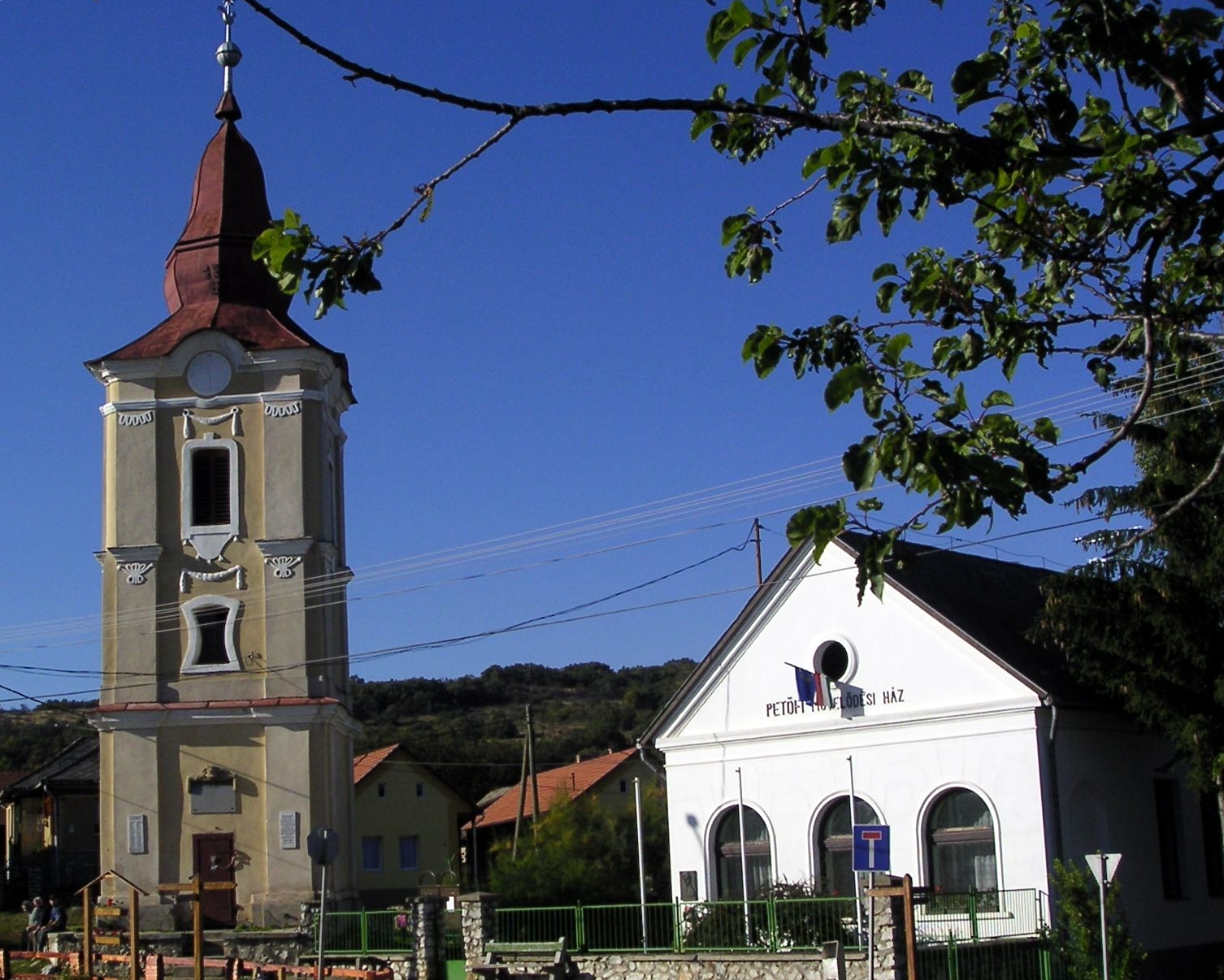
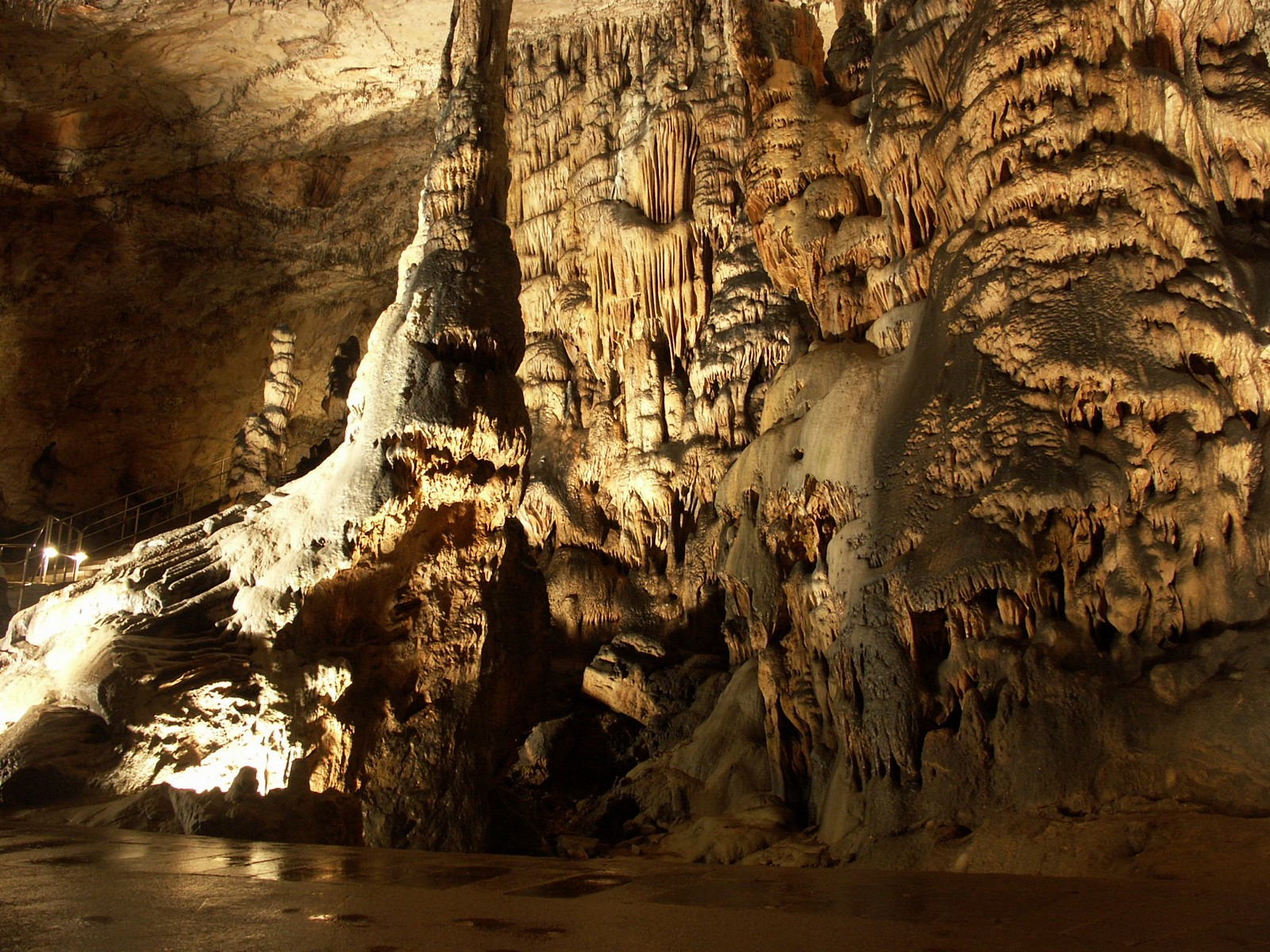

## La grotte Baradla
La plus grande grotte de stalactites d’Europe est située dans cette région: la grotte de Baradla (26 km de long, dont 8 km en Slovaquie, connue sous le nom de Domica).Cette grotte (en hongrois Baradla-barlang) constitue le cœur du parc national d'Aggtelek.
En réalité, elle n'est qu'une des branches d'un immense réseau parcourant plus de 25 km sous le karst slovaque avec quatre entrées principales, Baradla, à l'ouest du village d'Aggtelek, Jósvafő, au-dessus du village du même nom, Vörös-tó, et enfin Domica en Slovaquie.

### Formation et hydrographie
Les roches de ce karst sont en majeure partie des calcaires sédimentaires du Tertiaire. Il y a environ 230 millions d'années des coraux s'accumulèrent et se compactèrent au fond d'une mer peu profonde. Après leur surgissement sous l'effet de l'orogenèse alpine, l'érosion les façonna, tant en surface que de manière souterraine.
Ainsi le Styx, discret ruisseau souterrain, comme le Domica et l'Achéron, ses affluents, commencèrent à faire leur œuvre d'érosion et de dissolution alors que le mouvement des roches entrainait la formation de plusieurs galeries.

### Faune et flore
La faune de la grotte Baradla fut étudiée dès les années 1950 par le Dr Endre Dudich (en) qui installa même un laboratoire de biospéléologie, en 1958, dans la galerie dite Róka-ág (« branche du renard »).
Outre les seize espèces de chauve-souris qui sont des animaux troglophiles, les grottes du complexe Baradla/Domica abritent près d'une vingtaine d'espèces d'animaux troglobies parmi lesquels le Mesonicus graniger ou le Niphargus aggetelekiensis, petit crustacé blanc et presque aveugle.
En revanche, en l'absence de lumière, la flore se devrait d'être inexistante. Mais l'installation d'éclairage inapproprié et l'apport de spores par les visiteurs a entrainé l'apparition de mousses côté Domica.

### Aspects anthropiques

#### Préhistoire
Du côté hongrois comme du côté slovaque, les fouilles archéologiques ont montré que l'homme de la culture de Bükk (de) était un habitué des grottes Baradla et Domica entre 7000 et 5000 av. J.-C. Le site du côté Domica, particulièrement riche en céramiques et traces d'habitation a été ruiné par une inondation en 1977.
Il y a 3000 ans, l'Homme de la culture de Kyjatice se sert de la grotte Baradla comme lieu de vie, mais aussi comme lieu de sépulture. Ainsi, lors des fouilles de 1876-1877, le baron Jenő Nyáry (hu) découvre 13 squelettes intacts dans la première salle (depuis l'entrée Baradla). La plupart des concrétions ont d'ailleurs été noircies par l'utilisation répétée de torches.

#### Époque contemporaine
Connu depuis au moins 1770, sujet de recherche au XIXe siècle, la grotte Baradla devient rapidement une curiosité et un point fort touristique. En 1967, avec l'augmentation du nombre de visiteurs, il fallut même percer une nouvelle sortie à la grotte Baradla.
Redécouverte le 3 octobre 1926, la grotte Domica fut ouverte au public dès 1932, année où sa liaison avec la grotte Baradla fut mise en évidence.
Du côté Domica on peut encore naviguer sur le Styx mais cela est devenu impossible côté Baradla depuis les années 1980. En revanche, une véritable salle de concert a été aménagée dans la salle où l'Achéron et le Styx se rejoignent. Pour autant, certaines galeries de cet immense complexe sont toujours en cours d'exploration.

## Faune
Dans les forêts situés au-dessus des grottes, on peut observer quelques loups, lynx, des mouflons, et la rare cigogne noire. Les animaux présents dans le parc national d’Aggtelek comprenaient la salamandre de feu, le poney hucul, la Buse variable, l’aigle impérial, le scinque cuivré européen, le cerf élaphe et le sanglier.